# Speerschuh

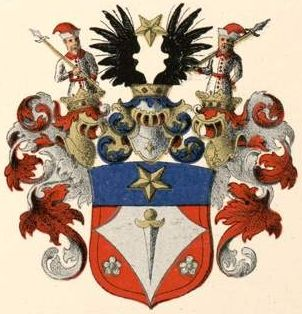
Beispiel für die Verwendung im Wappen von Weissmann von Weissenstein

Der Speerschuh, in neuerer Zeit auch gelegentlich als Pfahlschuh oder Pfostenschuh bezeichnet, ist in der Heraldik eine seltene Wappenfigur.
Dargestellt wird im Wappenschild eine Spitze die zum Schildfuß zeigt. Im Realen ist es eine Eisenspitze, die zur Aufnahme des Speeres diente. Der Speerschuh wurde in der Kampfruhe neben dem Zelt oder dem Rastplatz in den Erdboden mit der Aufnahmeöffnung nach oben eingeschlagen/eingedreht. Auch zur Aufnahme der Turnierlanze fand der Schuh Verwendung. Falsch ist bei der Wappenbeschreibung den Speerschuh als gestürzte Lanzenspitze zu melden.
Die Tingierung lässt alle heraldischen Farben zu.
Als Beispiel wird das Wappen von Weissmann von Weissenstein genannt.